# Metadina trichotoma
Metadina trichotoma là một loài thực vật có hoa trong họ Thiến thảo. Loài này được (Zoll. & Moritzi) Bakh.f. mô tả khoa học đầu tiên năm 1970.